# Brahma Samhita
Die Brahma Samhita (Sanskrit ब्रह्मा संहिता brahmā saṁhitā) ist ein hinduistischer Text (Samhita) des Pancharatra (पाञ्चरात्र). Er gibt die Gebete des vierköpfigen Brahma zu Beginn der Schöpfung wieder, mit denen er dem Höchsten Herrn Krishna beziehungsweise Govinda seine Ehrung erweist.

## Geschichtliches
Das genaue Entstehungsdatum der Brahma Samhita ist unbekannt. Das Werk war über mehrere Jahrhunderte als verloren angesehen, bis Chaitanya Mahaprabhu (1486 bis 1534) Anfang des 16. Jahrhunderts Teile des Werks (die 62 Verse von Kapitel 5) im südindischen Adikeshav-Tempel in Thiruvattar in Tamil Nadu wiederentdeckte. In seiner Abhandlung «Pañcarātra Saṁhitās  und die frühe Vaishnava-Theologie» datiert Mitsunori Matsubara das Werk auf zirka 1300 n. Chr.

## Inhalt
In ihrem Kama-Gayatri liefert die Brahma Samhita eine sehr transzendentale Beschreibung Krishnas, dem Höchsten Herrn (īśvaraḥ paramaḥ kŗșṇaḥ – ईश्वरः परमः कृष्णः) und seines Aufenthaltsortes Goloka bzw. Goloka Vrindavana. So heißt es in Vers 5; 37, (goloka eva nivasaty akhilātma-bhūto – गोलोक एव निवसत्यखिलात्मभूतो) dass der Herr ewig in Seinem höchsten Reich weilt, gleichzeitig aber alles durchdringt und die kosmische Manifestation lenkt. Dieser höchste Bestimmungsort, von dem es keine Rückkehr gibt, wird in der Brahma Samhita als ānanda-cinmaya-rasa (आनन्दचिन्मयरस) beschrieben – als Ort, an dem alles voll spiritueller Glückseligkeit ist. Eine andere Bezeichnung ist cintāmaṇi-dhāma (चिन्तामणिधाम) – ein Ort, mit zahllosen Palästen aus dem Stein der Weisen und an dem alle Wünsche erfüllt werden. Der Herr ist in seiner spirituellen Welt immer beschäftigt. Dies wird in Vers 5; 6 bestätigt: ātmārāmasya tasyāsti prakŗtyā na samāgamaḥ – आत्मारामस्य तस्यास्ति प्राकृत्या न समागमः. Er geht immer Seinen ewigen, glückseligen, spirituellen Tätigkeiten nach, doch mit den Tätigkeiten der materiellen Welt hat Er nichts zu tun. Materielle Tätigkeiten werden von Seinen verschiedenen Energien ausgeführt. Um diese wunderschöne Gestalt Krishnas im Herzen als auch außerhalb sehen zu können, müssen die Augen des Betrachters mit dem Balsam der Liebe gesalbt sein (Vers 5; 38). Seine Erweiterung als Mahavishnu wird in Vers 5. 47 beschrieben: yaḥ kāraṇārṇava-jale bhajati sma yoga-nidrām – यः कारणार्णवजले भजति स्म योगनिद्रां. Mahavishnu legt sich im kosmischen Ozean nieder. Er ist der Anfang des Universums, der Erhalter der universellen Manifestation sowie das Ende aller Energie.

### Verse
Das wiedergefundene Fragment der Brahma Samhita beginnt mit Kapitel 5 Vers 1:

“ईश्वरः परमः कृष्णः सच्चिदानन्दविग्रहः
अनादिरादिर्गोविन्दः सर्वकारणकारणम्”

„īśvaraḥ paramaḥ kṛṣṇaḥ sac-cid-ānanda-vigrahaḥ
anādir ādir govindaḥ sarva kāraṇa kāraṇam“

„Krishna, der auch als Govinda bekannt ist, ist die Höchste Persönlichkeit Gottes. Er besitzt einen ewigen, glückseligen und spirituellen Körper. Aus ihm ist alles hervorgegangen. Er selbst jedoch ist ursprungslos, obwohl er die Ursache aller Ursachen darstellt.“

Vers 33 ist bedeutend für die Philosophie des Advaita:

“अद्वैतमच्युतमनादिमनन्तरूपम्
आद्यं पुराणपुरुषं नवयौवनं च
वेदेषु दुर्लभमदुर्लभमात्मभक्तौ
गोविन्दमादिपुरुषं तमहं भजामि”

„advaitam acyutam anādim ananta-rūpam
ādyaṁ purāṇa-purușaṁ nava-yauvanaṁ ca
vedeșu durlabham adurlabham ātma-bhaktau
govindam ādi purușam tam ahaṁ bhajāmi“

„Ich verehre die Höchste Persönlichkeit Gottes, Govinda, der die ursprüngliche Person ist – absolut, unfehlbar, ohne Anfang. Obwohl er sich in unbegrenzt viele Formen erweitert, ist Er dennoch dieselbe ursprüngliche, älteste Person und erscheint immer in blühender Jugend. Diese ewigen, glückseligen und allwissenden Formen des Herrn werden gewöhnlich nur von den besten vedischen Gelehrten verstanden, doch reinen, unverfälschten Gottgeweihten sind sie immer sichtbar.“

Liebe zu Krishna (Prema - Vers 38):

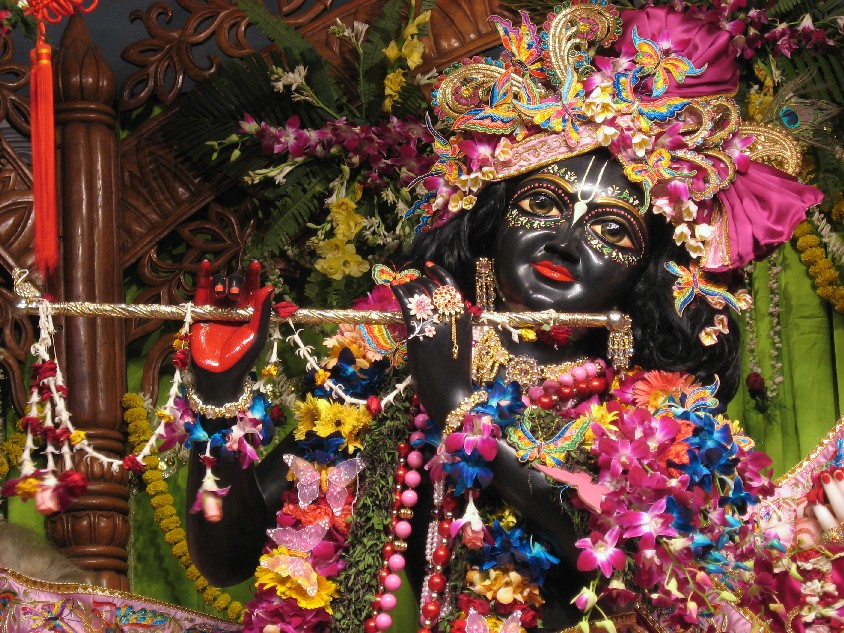
Śyāmasundara, ISKCON-Tempel in Mayapur

“प्रेमाञ्जनच्छुरितभक्तिविलोचनेन
सन्तः सदैव हृदयेषु विलोकयन्ति
यं श्यामसुन्दरमचिन्त्यगुणस्वरूपं
गोविन्दमादिपुरुषं तमहं भजामि”

„premāñjana-cchurita-bhakti-vilocanena
 santaḥ sadaiva hŗdayeșu vilokayanti
yaṁ śyāmasundaram acintya-guṇa-svarūpaṁ
 govindam ādi-purușam tam ahaṁ bhajāmi“

„Ich verehre Govinda, den urersten Herrn, den derjenige Gottgeweihte, dessen Augen mit dem Balsam der Liebe gesalbt sind, immer in Seiner ewigen Gestalt als Śyāmasundara im Innern seines Herzens sieht“

Und in Vers 39 heißt es weiter:

“रामादिमूर्तिषु कलानियमेन तिष्ठन्
नानावतारमकरोद्भुवनेषु किन्तु
कृष्णः स्वयं समभवत्परमः पुमान् यो
गोविन्दमादिपुरुषं तमहं भजामि”

„rāmādi-mūrtișu kalā-niyamena tișṭhan
nānāvatāram akarod bhuvaneșu kintu
kŗșṇaḥ svayaṁ samabhavat paramaḥ pumān yo
govindam ādi-purușam tam ahaṁ bhajāmi“

„Ich verehre die Höchste Persönlichkeit Gottes, Govinda, der immer in vielfachen Inkarnationen, wie Rāma und Nŗsiṁha, und auch in vielen untergeordneten Inkarnationen erscheint, der aber gleichzeitig die ursprüngliche Persönlichkeit Gottes namens Krishna ist und sich auch persönlich inkarniert.“

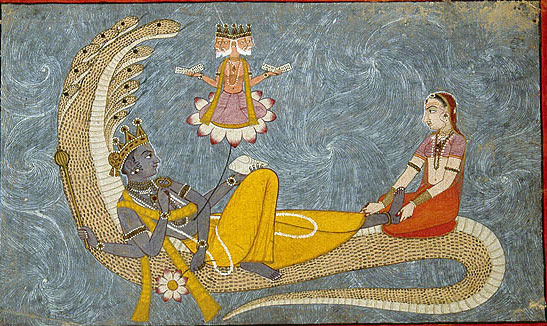
Mahavishnu als Garbhodaksayi Vishnu mit Brahma und Lakshmi

In Vers 48 wird Mahavishnu als Erweiterung Krishnas beschrieben:

“यस्यैकनिश्वसितकालमथावलम्ब्य
जीवन्ति लोमविलजा जगदण्डनाथाः
विष्णुर्महान् स इह यस्य कलाविशेषो
गोविन्दमादिपुरुषं तमहं भजामि”

„yasyaika-niśvasita-kālam athāvalambya
jīvanti loma-vilajā jagad-aṇḍa-nātāḥ
vișṇur mahān sa iha yasya kalā-viśeșo
 govindam ādi-purușam tam ahaṁ bhajāmi“

„Der Mahavishnu, in den all die unzähligen Universen eingehen und aus dem sie wieder hervorkommen, einfach indem Er aus- und einatmet, ist eine vollständige Erweiterung Krishnas. Deshalb verehre ich Govinda, die Ursache aller Ursachen“

Vers 52 gibt eine Beschreibung der Sonnenbewegung, wobei die Sonne (Savitri bzw. Surya) als eines der Augen des Höchsten Herrn angesehen wird. Sie besitzt über unermessliche Kraft, um Hitze und Licht zu verbreiten. Dennoch bewegt sie sich gemäß dem Befehl und dem höchsten Willen Govindas in ihrer vorgeschriebenen Bahn.

“यच्चक्षुरेष सविता सकलग्रहाणाम्
राजा समस्तसुरमूर्तिरशेषतेजाः
यस्याज्ञया भ्रमति संभृतकालचक्रो
गोविन्दमादिपुरुषं तमहं भजामि”

„yac-cakșur eșa savitā sakala-grahāṇāṁ
rājā-samasta-sura-mūrtir aśeșa-tejāḥ
yasyājñayā bhramati saṁbhŗta-kāla-cakro
govindam ādi-purușam tam ahaṁ bhajāmi“

„Die Sonne ist der Herrscher aller Himmelskörper, voll unendlicher Leuchtkraft. Als Widerspiegelung des Göttlichen ist sie das Auge dieser Welt. Ich verehre Govinda, unter dessen Anordnung die Sonne dem Rad der Zeit folgt.“